# Wacken
Wacken település Németországban, Schleswig-Holstein tartományban. Lakosainak száma 2110 fő (2023. december 31.).

## Kulturális élet

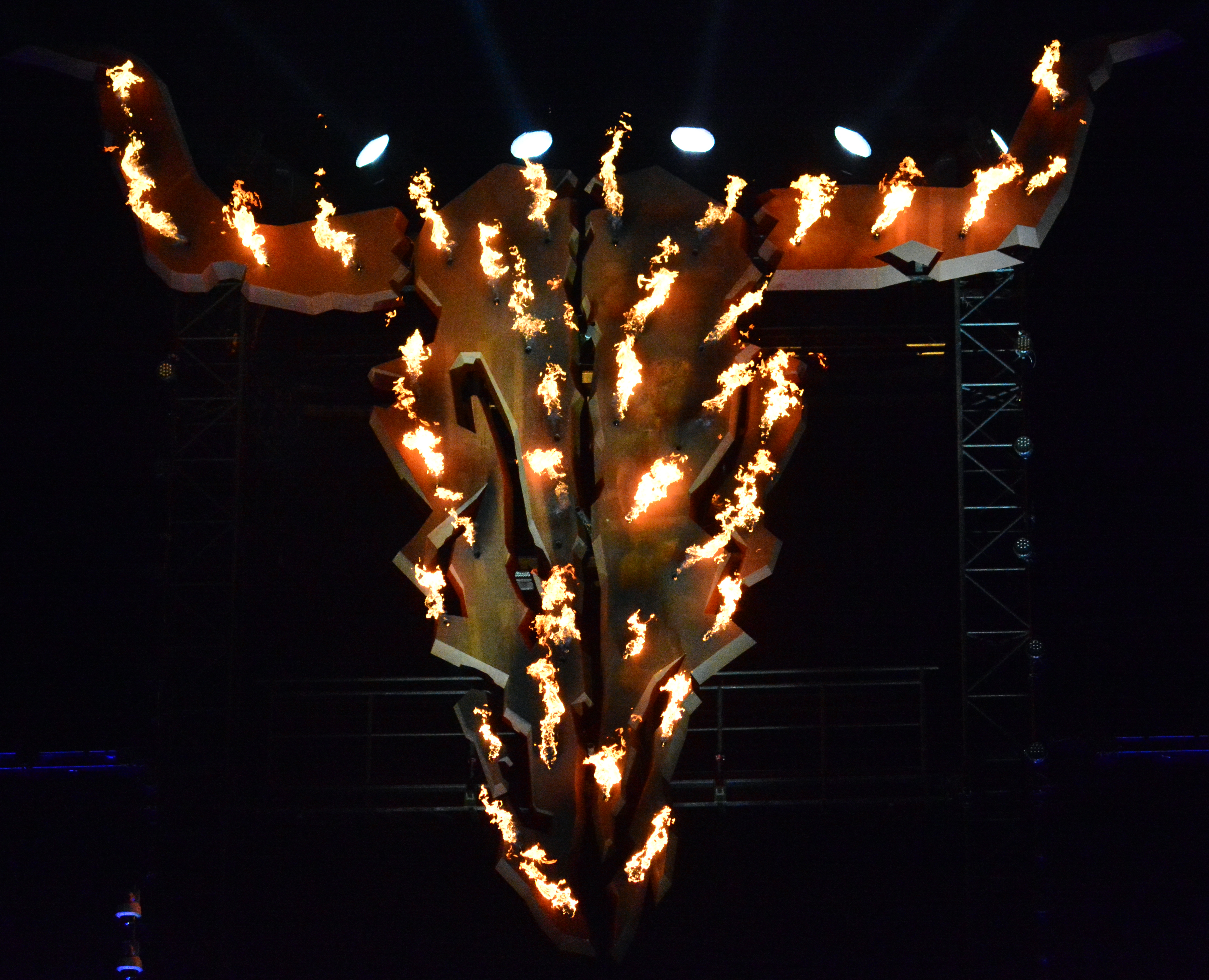
A Wacken Open Air logója bikakoponyát ábrázol

## Népesség
A település népességének változása:
| Lakosok száma | 1312 | 1822 | 1827 | 1877 | 1918 | 1990 | 2025 | 2110 |
|               | 1975 | 2010 | 2016 | 2017 | 2019 | 2021 | 2022 | 2023 |

## Közlekedés

### Közúti
A város az A23-as autópályán érhető el.

### Vasúti
A legközelebbi állomás Vaaleben van. Ott közlekedik a Marschbahn Elmshorn és Sylt között.

## Galéria

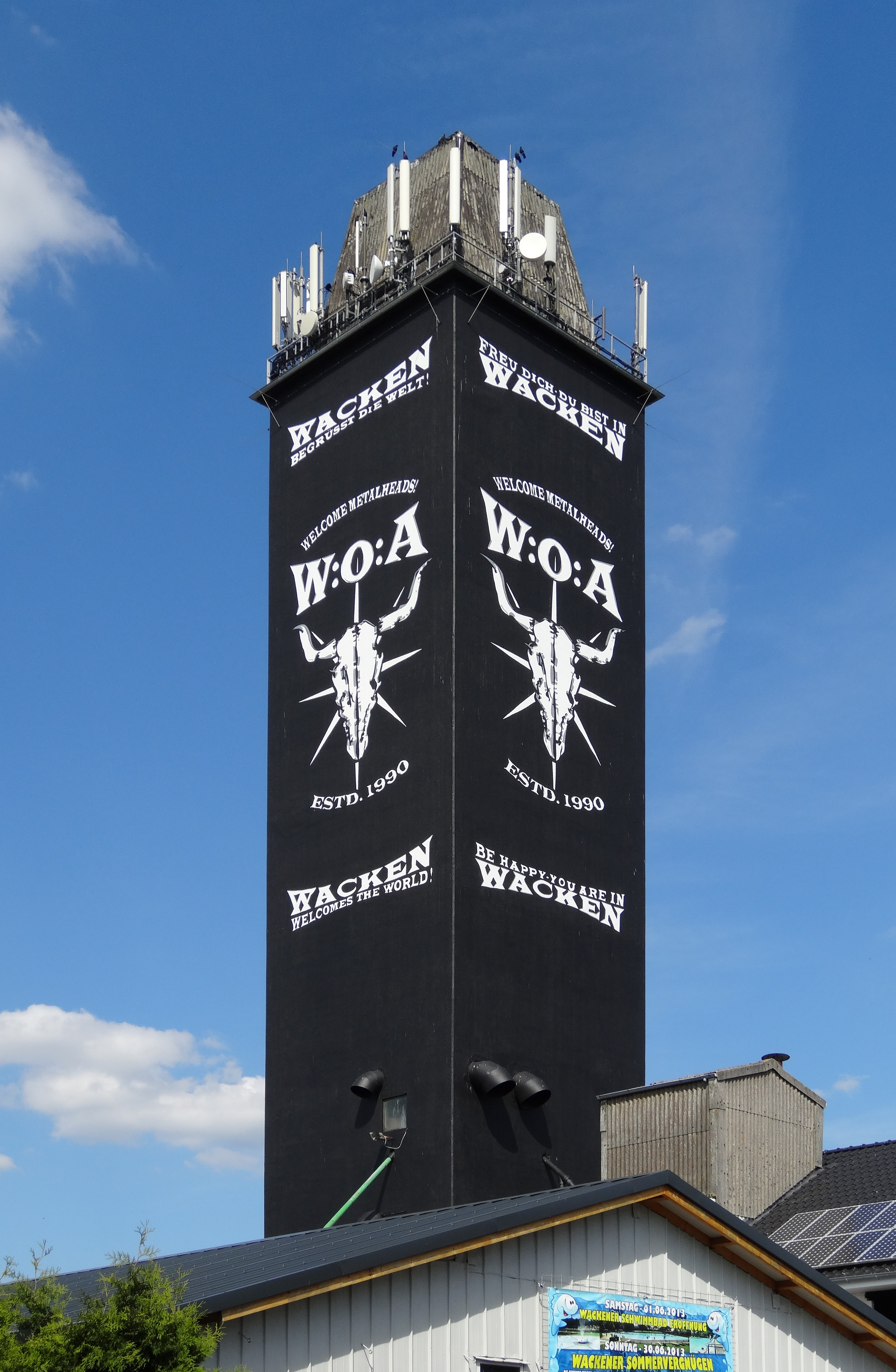
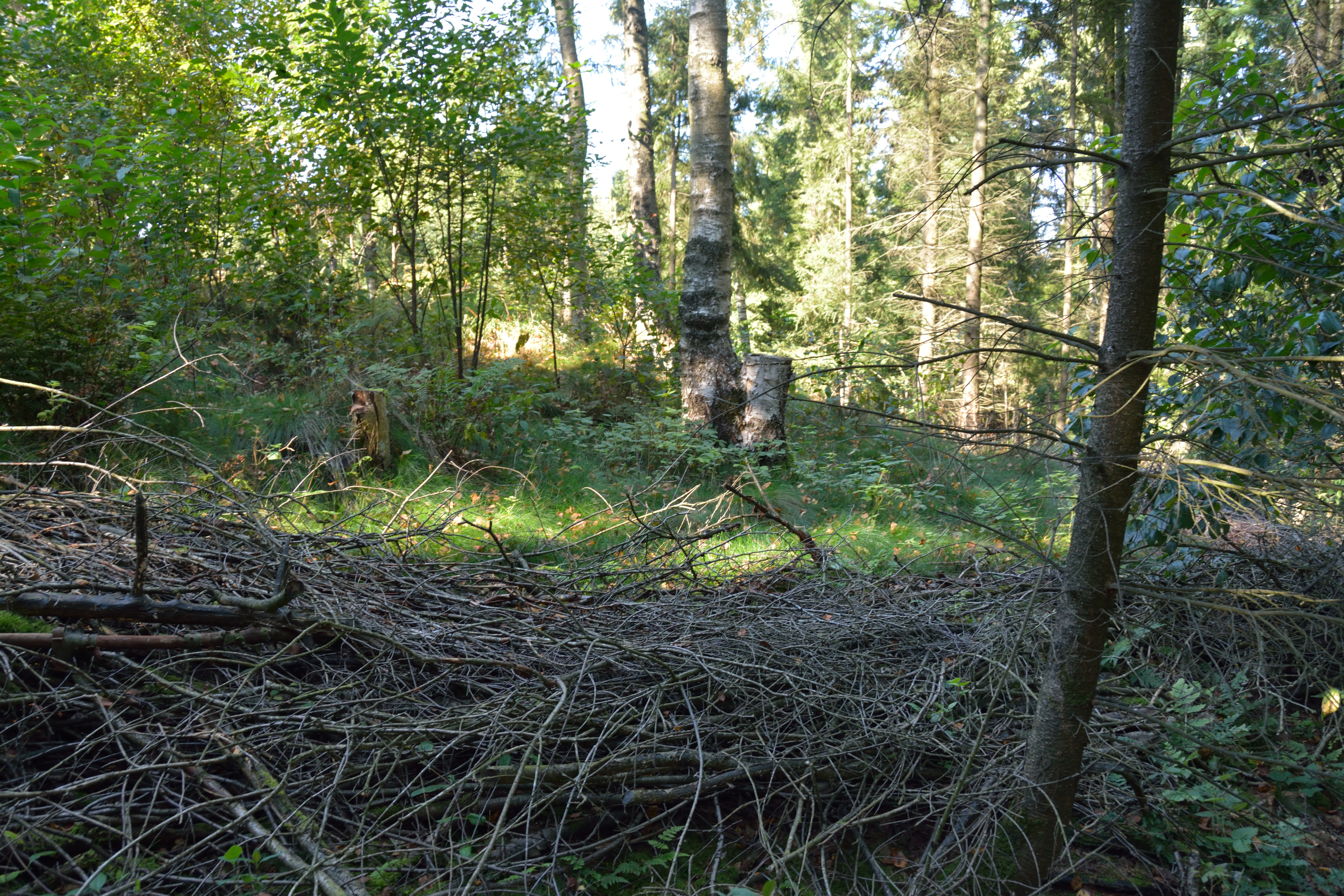
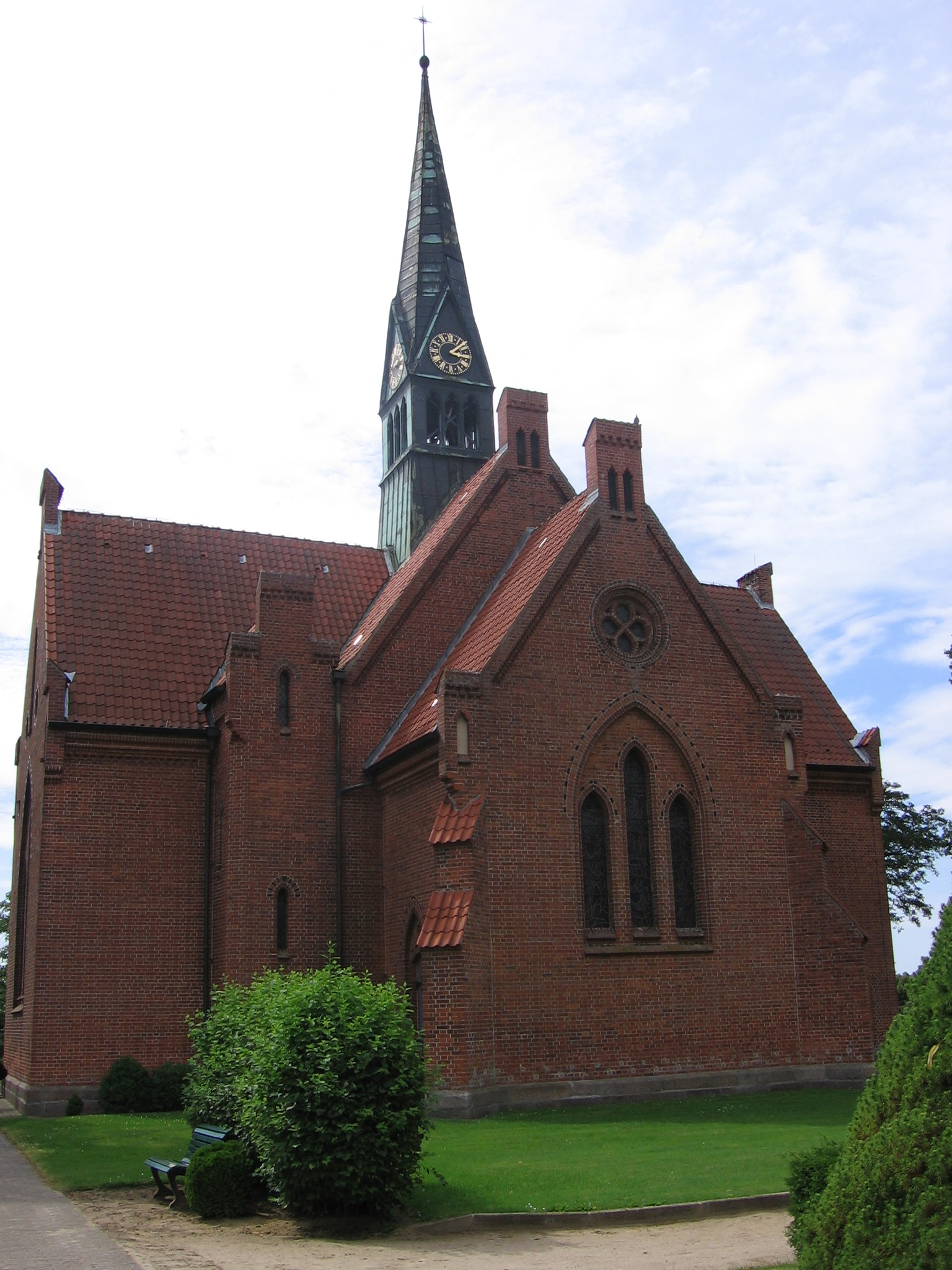